# Diplogeomyza signata
Diplogeomyza signata är en tvåvingeart som beskrevs av Mcalpine 1967. Diplogeomyza signata ingår i släktet Diplogeomyza och familjen myllflugor. Inga underarter finns listade i Catalogue of Life.